# 阮忠勸
阮忠勸（越南语：／；1849年—？年），越南阮朝官員。

## 生平
阮忠勸是河內省懷德府丹鳳縣山桐總山桐社（今屬河內市懷德縣山桐社山桐村）人，嗣德二年（1849年）出生。建福元年（1884年），阮忠勸參加河南場鄉試，考中舉人。成泰元年（1889年），阮忠勸會試中格，庭試考中第三甲同進士出身。後任廣威知府和永祥知府。成泰末，阮忠勸任山西按察使。